# Charles A. Eldredge

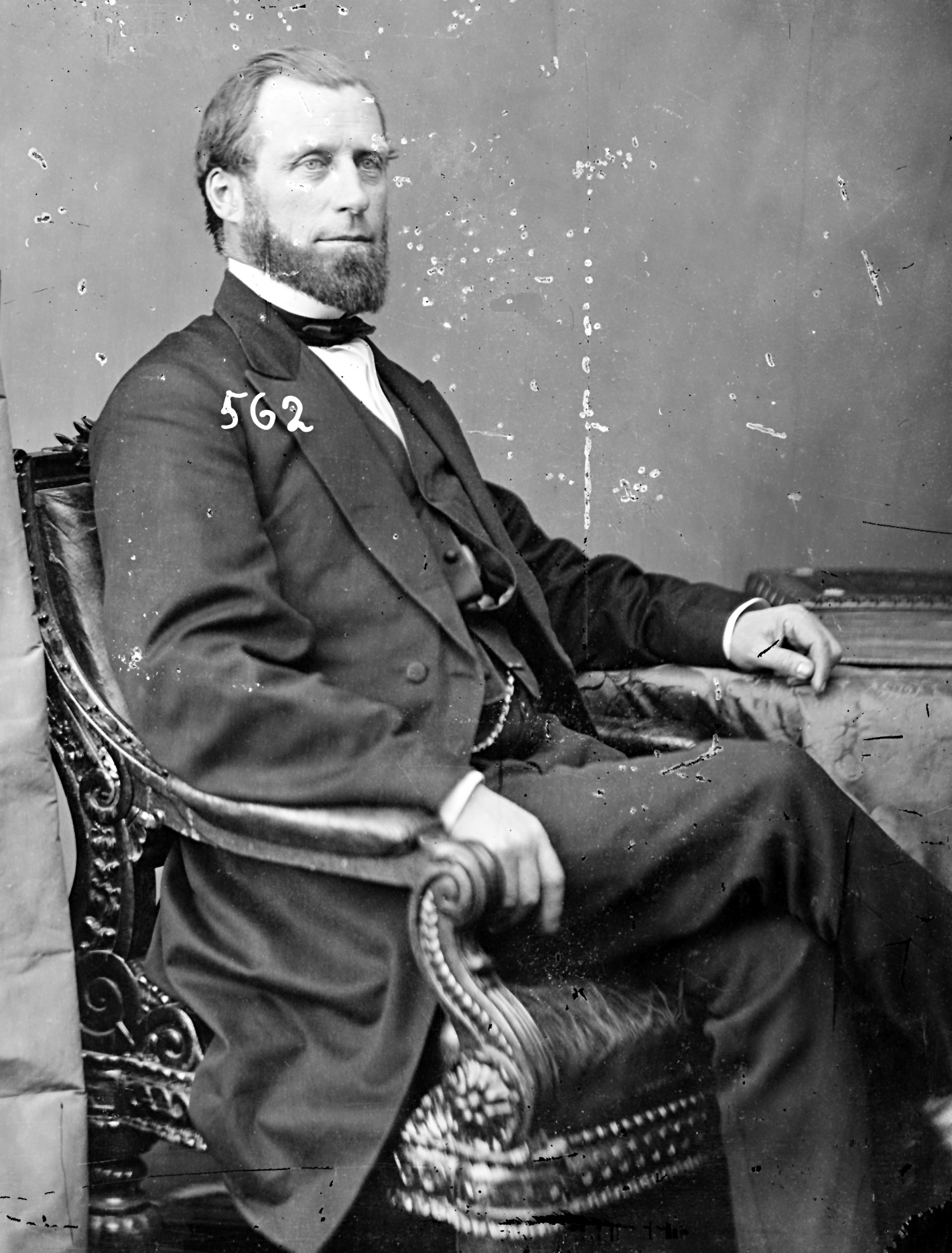
Charles A. Eldredge

Charles Augustus  Eldredge (* 27. Februar 1820 in Bridport, Vermont; † 26. Oktober 1896 in Fond du Lac, Wisconsin) war ein US-amerikanischer Politiker. Zwischen 1863 und 1875 vertrat er den Bundesstaat Wisconsin im US-Repräsentantenhaus.

## Werdegang
Im Jahr 1825 zog Charles Eldredge mit seinen Eltern nach Canton im Bundesstaat New York, wo er die öffentlichen Schulen besuchte. Nach einem anschließenden Jurastudium und seiner 1846 erfolgten Zulassung als Rechtsanwalt begann er in Canton in diesem Beruf zu arbeiten. Im Jahr 1848 verlegte er seinen Wohnsitz und seine Kanzlei nach Fond du Lac in Wisconsin. In seiner neuen Heimat schlug er als Mitglied der Demokratischen Partei auch eine politische Laufbahn ein.
Zwischen 1854 und 1856 gehörte Eldredge dem Senat von Wisconsin an. Bei den Kongresswahlen des Jahres 1862 wurde er im damals neu geschaffenen vierten Wahlbezirk von Wisconsin in das US-Repräsentantenhaus in Washington, D.C. gewählt. Nach fünf Wiederwahlen konnte er bis zum 3. März 1875 sechs Legislaturperioden im Kongress absolvieren. Diese waren von den Ereignissen des Bürgerkrieges und dessen Folgen geprägt. Seit 1873 vertrat Eldredge als Nachfolger von Philetus Sawyer den fünften Distrikt von Wisconsin. Während seiner Zeit im US-Repräsentantenhaus wurden dort zwischen 1865 und 1870 der 13., der 14. und der 15. Verfassungszusatz verabschiedet.
1874 wurde Charles Eldredge von seiner Partei nicht für eine weitere Amtszeit im Kongress nominiert. In den folgenden Jahren praktizierte er wieder als Anwalt. Er starb am 26. Oktober 1896 in Fond Du Lac.